# Campanula shetleri
Campanula shetleri es una especie de planta herbácea de la familia de las campanuláceas. Es endémica de California, en donde se conoce con menos de diez apariciones en el extremo sur de la Cordillera de las Cascadas, cerca de la frontera entre Siskiyou y el condado de Shasta. 

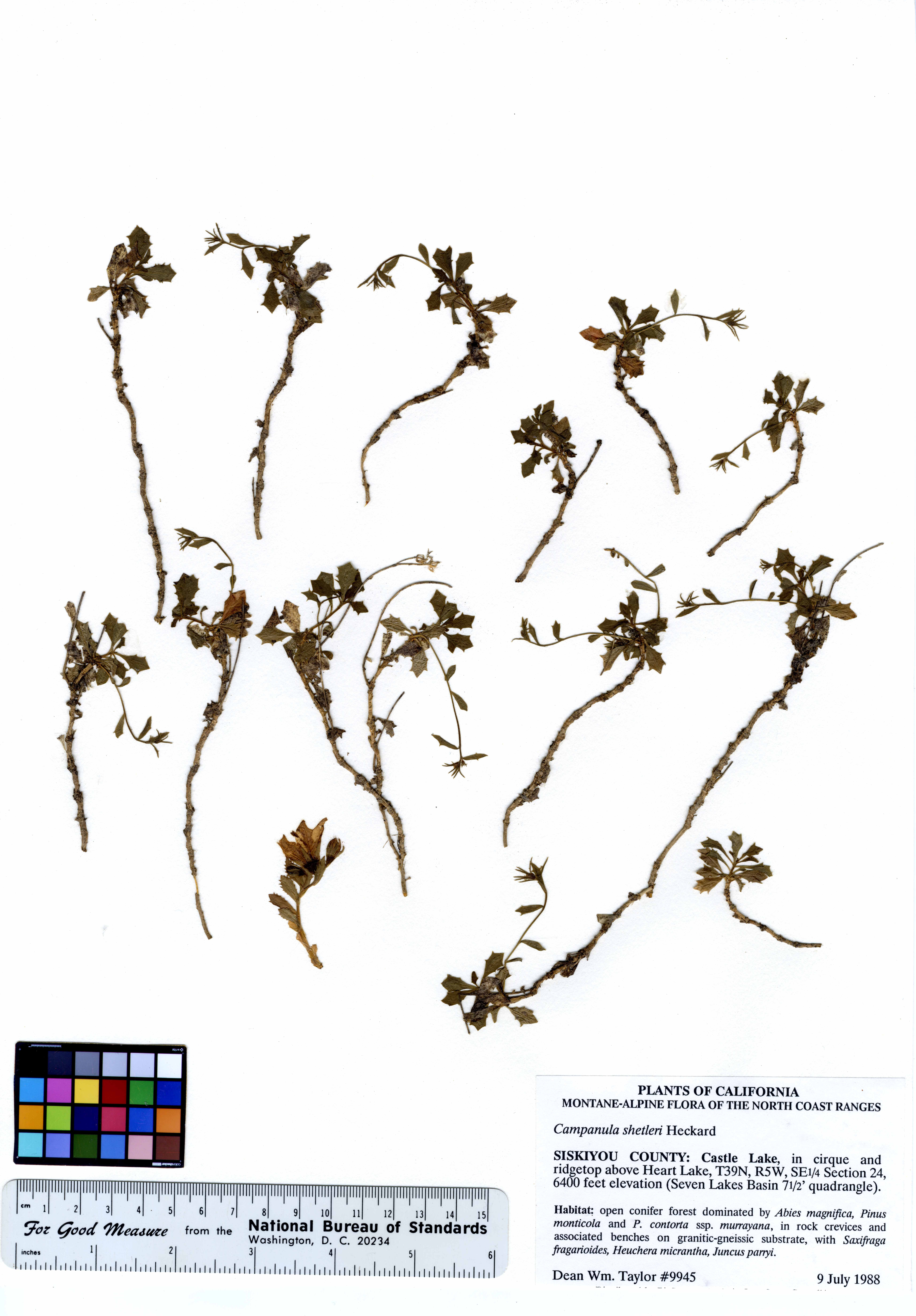
Detalle de la planta

## Descripción
Es una planta de los bosques templados de coníferas de la zona. Esta es una pequeña hierba, perennifolia que crece a partir de un rizoma leñoso. Tiene  hojas velludas, de no más de 5 centímetros de altura, cada una de textura de cuero con dos grandes dientes puntiagudos en cada lado. La flor es de un centímetro de largo, de color azul, blanco a amarillo pálido, con lóbulos de la corola curvado hacia atrás y uno que sobresale el estilo . El fruto es una cápsula acanalada, en forma de copa que contiene pequeñas semillas cada una de un ancho aproximadamente de un milímetro. 

## Taxonomía
Campanula shetleri fue descrita por Lawrence Ray Heckard y publicado en Madroño 20(4): 231–235, f. 1. 1970.